# Barysz (Rosja)
Barysz (ros. Бары́ш) – miasto w Rosji, w obwodzie uljanowskim. W 2010 roku liczyło 17 149 mieszkańców.
Od 2012 r. siedziba eparchii baryskiej.